# Bưu điện Thành phố Hồ Chí Minh
Bưu điện Thành phố Hồ Chí Minh là một đơn vị trực thuộc Tổng công ty Bưu điện Việt Nam. Bưu điện có địa chỉ tại số 125 đường Hai Bà Trưng, phường Bến Nghé, Quận 1, Thành phố Hồ Chí Minh.
Tổ chức này được thành lập vào năm 1975 trên cơ sở tiếp quản mạng lưới bưu cục thời Việt Nam Cộng hòa. Từ tháng 8 năm 1995, Bưu điện Thành phố Hồ Chí Minh trở thành đơn vị thành viên của Tổng Công ty Bưu chính – Viễn thông Việt Nam (nay là Tập đoàn Bưu chính Viễn thông Việt Nam).